# Liste der Naturdenkmale im Landkreis Peine
Die Liste der Naturdenkmale im Landkreis Peine nennt die Naturdenkmale im Landkreis Peine in Niedersachsen.

## Naturdenkmale
Am 31. Dezember 2016 waren im Landkreis Peine 45 Naturdenkmale verzeichnet.
| Bild                          | Bezeichnung       | Ort, Lage                                                                                                  | Beschreibung | Schutzzweck | Nummer      |
| ----------------------------- | ----------------- | --- | ------------ | ----------- | ----------- |
| BW                            | Eiche             | Hohenhameln Equord Lindenstraße (52° 17′ 39,8″ N, 10° 6′ 28,4″ O)                                          |              |             | ND PE 00001 |
| BW                            | Pyramideneiche    | Peine Woltorf auf dem Kirchgelände, Freyenstraße (52° 18′ 19,2″ N, 10° 18′ 53,1″ O)                        |              |             | ND PE 00004 |
| Fotos hochladen               | Blutbuche         | Peine Woltorf Stegmannstraße 8 (52° 18′ 17,6″ N, 10° 18′ 50,5″ O)                                          |              |             | ND PE 00005 |
| BW                            | 2 Eichen          | Hohenhameln Equord Am Weinberg (52° 17′ 32,6″ N, 10° 6′ 32,8″ O)                                           |              |             | ND PE 00008 |
| BW                            | Eiche             | Ilsede Oberg im Oberger Gutsforst (52° 16′ 11,3″ N, 10° 15′ 49,3″ O)                                       |              |             | ND PE 00010 |
| BW                            | Eiche             | Peine Schmedenstedt in Waldstück südlich des Ortes (52° 16′ 3″ N, 10° 16′ 39″ O)                           |              |             | ND PE 00011 |
| BW                            | Buche             | Edemissen Abbensen in Waldstück südöstlich von Abbensen (52° 22′ 28,3″ N, 10° 12′ 6,1″ O)                  |              |             | ND PE 00015 |
| BW                            | Eibe              | Ilsede Münstedt Lafferder Weg 2 (52° 15′ 13,8″ N, 10° 16′ 31″ O)                                           |              |             | ND PE 00016 |
| BW                            | Eiche             | Peine Stederdorf Edemissener Straße (52° 21′ 0,3″ N, 10° 14′ 48,5″ O)                                      |              |             | ND PE 00020 |
| BW                            | 2 Eichen          | Ilsede Klein Solschen Im Dorfe (52° 16′ 11,5″ N, 10° 8′ 30,3″ O)                                           |              |             | ND PE 00025 |
| BW                            | Eiche             | Peine Dungelbeck Alte Landstraße 1 (52° 17′ 48,1″ N, 10° 16′ 20,5″ O)                                      |              |             | ND PE 00028 |
| BW                            | Eichenallee       | Edemissen Abbensen südsüdöstlich von Abbensen, Verlängerung Sundernstraße (52° 22′ 43,5″ N, 10° 11′ 14″ O) |              |             | ND PE 00030 |
| BW                            | Lindenallee       | Edemissen Abbensen südlich von Abbensen, Meyeriethe (52° 22′ 46,1″ N, 10° 11′ 0,7″ O)                      |              |             | ND PE 00031 |
| BW                            | Eiche             | Peine Rosenthal Unter dem Hundebusch, südöstlich von Hofschwichelt (52° 17′ 12,3″ N, 10° 8′ 51,1″ O)       |              |             | ND PE 00033 |
| mehr Fotos \| Fotos hochladen | Doline            | Edemissen Eddesse nordöstlich Abbensen, nördlich Klein Oedesse (52° 23′ 33,1″ N, 10° 12′ 42,9″ O)          |              |             | ND PE 00035 |
| BW                            | Eiche             | Vechelde Bettmar An der Eiche (52° 15′ 29,5″ N, 10° 19′ 40,8″ O)                                           |              |             | ND PE 00037 |
| BW                            | Eiche             | Hohenhameln Harber Wiedhof (52° 16′ 8,3″ N, 10° 3′ 2,8″ O)                                                 |              |             | ND PE 00038 |
| BW                            | Esche             | Hohenhameln Harber Im Großen Freien, an Feldweg nördlich des Ortes (52° 16′ 34,3″ N, 10° 2′ 40,2″ O)       |              |             | ND PE 00042 |
| Fotos hochladen               | Eiche             | Peine Sedanstraße (52° 19′ 30,4″ N, 10° 13′ 58,9″ O)                                                       |              |             | ND PE 00043 |
| BW                            | Eiche             | Edemissen Abbensen Edemisser Landstraße 8 (52° 22′ 55,5″ N, 10° 10′ 56,5″ O)                               |              |             | ND PE 00044 |
| BW                            | Spitzahorn        | Peine Stederdorf Martin-Luther-Straße (52° 20′ 55,9″ N, 10° 14′ 57,6″ O)                                   |              |             | ND PE 00045 |
| BW                            | Blutbuche         | Peine Duttenstedt Am Rotherbusch (52° 20′ 43,1″ N, 10° 17′ 48,1″ O)                                        |              |             | ND PE 00046 |
| BW                            | Blutbuche         | Peine Wiesenstraße (52° 18′ 55,3″ N, 10° 13′ 36″ O)                                                        |              |             | ND PE 00047 |
| BW                            | 2 Blutbuchen      | Peine Stadtpark (52° 19′ 18,9″ N, 10° 14′ 4,8″ O)                                                          |              |             | ND PE 00048 |
| BW                            | 2 Blutbuchen      | Peine Stadtpark (52° 19′ 16,1″ N, 10° 14′ 9,9″ O)                                                          |              |             | ND PE 00048 |
| BW                            | Eiche             | Vechelde Bettmar Breite Straße (52° 15′ 24″ N, 10° 19′ 49″ O)                                              |              |             | ND PE 00049 |
| BW                            | Eiche             | Edemissen Eddesse Dedenhausener Straße (52° 24′ 51,8″ N, 10° 13′ 38,3″ O)                                  |              |             | ND PE 00050 |
| Fotos hochladen               | Eiche             | Edemissen Eddesse Dollberger Straße 5 (52° 24′ 50″ N, 10° 13′ 26,2″ O)                                     |              |             | ND PE 00051 |
| BW                            | Eiche             | Edemissen Eddesse Dollberger Straße 13 (52° 24′ 51,9″ N, 10° 13′ 19,3″ O)                                  |              |             | ND PE 00052 |
| BW                            | Eiche             | Peine Essinghausen Kleiststraße 25 (52° 19′ 51,3″ N, 10° 16′ 26,2″ O)                                      |              |             | ND PE 00053 |
| BW                            | Eiche             | Wendeburg Neubrück Teichstraße 12 (52° 22′ 12,3″ N, 10° 25′ 0″ O)                                          |              |             | ND PE 00054 |
| BW                            | Eiche             | Edemissen Abbensen Mühlenstraße 5 (52° 23′ 0,5″ N, 10° 10′ 51,7″ O)                                        |              |             | ND PE 00055 |
| BW                            | Eiche             | Edemissen Rietze Hirtenweg 1 (52° 24′ 42,8″ N, 10° 20′ 1,5″ O)                                             |              |             | ND PE 00056 |
| BW                            | Eiche             | Peine Röhrse Oelerser Weg 1 (52° 21′ 46,1″ N, 10° 10′ 4,6″ O)                                              |              |             | ND PE 00057 |
| BW                            | Eiche             | Hohenhameln Rötzum Nordstraße 6 (52° 17′ 22,8″ N, 10° 4′ 5,6″ O)                                           |              |             | ND PE 00058 |
| BW                            | Eiche             | Vechelde Sierße Dorfstraße (52° 16′ 19,1″ N, 10° 20′ 13″ O)                                                |              |             | ND PE 00059 |
| BW                            | Eiche             | Peine Vöhrum Triftstraße 16 (52° 20′ 25,3″ N, 10° 10′ 46,3″ O)                                             |              |             | ND PE 00060 |
| BW                            | Eiche am Ehrenmal | Vechelde Wahle K21/Auestraße (52° 16′ 8,3″ N, 10° 21′ 48,5″ O)                                             |              |             | ND PE 00061 |
| BW                            | Eiche             | Edemissen Wehnsen Vor den Wiesen 9 (52° 25′ 30,9″ N, 10° 15′ 57,6″ O)                                      |              |             | ND PE 00062 |
| BW                            | Eiche             | Edemissen Wipshausen Ersestraße 40 (52° 23′ 27,1″ N, 10° 21′ 6,8″ O)                                       |              |             | ND PE 00063 |
| Fotos hochladen               | Eichengruppe      | Peine Schwicheldt Unter den Eichen (52° 18′ 51″ N, 10° 8′ 43,6″ O)                                         |              |             | ND PE 00064 |
| BW                            | Esche             | Edemissen Eickenrode Lehmkuhlenweg 9 (52° 25′ 43,2″ N, 10° 18′ 23,1″ O)                                    |              |             | ND PE 00065 |
| BW                            | Winterlinde       | Peine Essinghausen Kleiststraße (52° 19′ 51,4″ N, 10° 16′ 31,1″ O)                                         |              |             | ND PE 00066 |
| BW                            | Winterlinde       | Edemissen Wehnsen an Feldweg südlich von Wehnsen (52° 25′ 4,3″ N, 10° 16′ 3,6″ O)                          |              |             | ND PE 00067 |
| BW                            | Eiche             | Ilsede Oberg Sonnenstraße (52° 15′ 24,5″ N, 10° 15′ 11,2″ O)                                               |              |             | ND PE 00068 |
| BW                            | Esche             | Edemissen Eickenrode Lehmkuhlenweg 9 (52° 25′ 43″ N, 10° 18′ 23″ O)                                        |              |             | ND PE 00069 |